# زكي عكاشة
زكى عكاشه هو ممثل مسرحي مصري. من مؤسسي فرقة عكاشة أخوان او زكي عكاشة وشركاه، أولاد عكاشه: عبد الله عكاشة (زوج الممثله فيكتوريا موسى) وزكي عكاشة وعبد الحميد عكاشة، اهتم طلعت حرب بفرقة عكاشه أخوان فشكل منها فرقه تمثيليه باسم «شركة ترقيه التمثيل العربي»، تعمل على مسرح حديقه الأزبكيه قدمت فرقة عكاشة في افتتاح المسرح1921/1/1 رواية هدي تأليف عمر بك عارف وتلحين الشيخ سيد درويش واخراج عبد العزيز خليل وقدمت الفرقة في أبريل من العام نفسه مسرحية الهاوية آخر مؤلفات الرائد المسرحي محمد تيمور.. وعرضت من الحان فنان الشعب سيد درويش العشرة الطيبة والباروكة وهدي والدرة اليتيمة وعبد الرحمن الناصر، كما قدمت من الحان داوود حسني شمشون ودليلة وصباح وليلة كليوباتره والدموع واللؤلؤة وزبيدة وناهد شاه ومعروف الاسكافي وغانية الاندلس وفاتنة بغداد ولص بغداد.. وللموسيقار كامل الخلعي آه حرامي.. طيف الخيال، الدنيا ومافيها. خاتم سليمان ولزكريا أحمد ثلاث مسرحيات هي علي بابا والاستاذ والحساب ومن أبرز كتاب فرقة عكاشة علي مسرح الازبكية عباس علام.. مصطفي السيد، توفيق الحكيم، أحمد زكي السيد.. محمد عبد القدوس ومحمد فريد أبو حديد.. ومن بين أعمال الاستاذ توفيق الحكيم لفرقة عكاشة العريس وخاتم سليمان قدمتا في عام1924 وأوبريت علي بابا والمرأة الجديدة في عام1926.. وهو ما يؤكد أن مثل هذه الفرق الخاصة كانت تحرص علي القيمة الفنية في مختلف عناصر العرض المسرحي بالإضافة لحرصها علي النجاح المادي وتغطية نفقاتها